# Ferhan y Ferzan Önder
Ferhan y Ferzan Önder (Tokat, 2 de octubre de 1965) son pianistas gemelas turco-austriacas que actúan predominantemente como dúo de piano.

## Biografía
Ferhan y Ferzan Önder nacieron en un pequeño pueblo del norte de Turquía. Después de que su hermano mayor comenzara a estudiar música en el Conservatorio de Ankara, la familia se mudó a Ankara. Las hermanas gemelas empezaron a tocar el piano a la edad de 10 años y desde el principio aprendieron como dúo de piano. A los 14 años ganaron un premio especial del jurado en el Concorso Pianistico Internazionale Alessandro Casagrande en Terni, Italia. Primero estudiaron en la Universidad de Hacettepe y desde 1985 en la Universidad de Música y Arte Dramático de Viena en clases magistrales de Noel Flores y Paul Badura-Skoda.
El dúo es conocido por sus giras de conciertos por todo el mundo y sus actuaciones periódicas con famosas orquestas internacionales. También actúan en festivales de música como el Festival de Salzburgo, el Beethovenfest Bonn, el Festival de Viena, el Rheingau Musik Festival y el Schleswig-Holstein Musik Festival.
El repertorio del dúo incluye obras de Bach, Vivaldi, Mozart, Poulenc, Bartók, Stravinsky, Lutosławski y Fazıl Say.
Sus primer CD oficial "Vivaldi Reflections" (2001) recibió el premio ECHO Klassik en 2002. Sus segundo álbum se tituló "1001 Nights" (2003). En 2002, se publicó una grabación en vivo de una colaboración con la Orquesta Estatal Sajona de Dresde (El carnaval de los animales, locutor: Günther Jauch).
Las hermanas gemelas fueron nombradas Embajadoras de Buena Voluntad de UNICEF por el Comité de UNICEF en Turquía en 2003 y participan en proyectos para niños. Ambas viven en Viena.

## Vida personal
- Ferhan Önder estaba casada con el pianista Rico Gulda y tienen una hija.[6]
- Ferzan Önder, originalmente esposa de un empresario vienés,[1][7] está casada con el multipercusionista Martin Grubinger desde 2009 y tienen un hijo.[8]

## Discografía
- 1998: Saint-Saens - Beethoven (Pan Classics)
- 2001: Vivaldi Reflections (EMI)
- 2002: Karneval der Tiere
- 2003: 1001 Nights (EMI)
- 2015: Carmina Burana (SONY)
- 2019: Karneval der Tiere (SONY)
- 2019: Ferhan&Ferzan Önder play Fazil Say  (WINTER&WINTER)